# Millettia galliflagrans
Millettia galliflagrans är en ärtväxtart som beskrevs av Timothy Charles Whitmore. Millettia galliflagrans ingår i släktet Millettia och familjen ärtväxter. IUCN kategoriserar arten globalt som sårbar. Inga underarter finns listade i Catalogue of Life.